# Jon-Paul Tobin
Jon-Paul Tobin (Whakatane, 22 de marzo de 1977) es un deportista neozelandés que compitió en vela en la clase RS:X.
Ganó una medalla de bronce en el Campeonato Mundial de RS:X de 2012. Participó en los Juegos Olímpicos de Londres 2012, ocupando el séptimo lugar en la clase RS:X.

## Palmarés internacional
| \| Campeonato Mundial \| Campeonato Mundial \| Campeonato Mundial \| Campeonato Mundial \| \| Año \| Lugar \| Medalla \| Clase \| \| ------------------ \| ------------------ \| ------------------ \| ------------------ \| \| 2012 \| Cádiz (España) \| Medalla de bronce \| RS:X \| |                |                   |       |
| Campeonato Mundial |                |                   |       |
| Año | Lugar          | Medalla           | Clase |
| 2012 | Cádiz (España) | Medalla de bronce | RS:X  |